# Pycnodactylus maranhensis
Pycnodactylus maranhensis är en svampart som beskrevs av Bat., A.A. Silva & Cavalc. 1967. Pycnodactylus maranhensis ingår i släktet Pycnodactylus, divisionen sporsäcksvampar och riket svampar.   Inga underarter finns listade i Catalogue of Life.